# Glen Hanlon

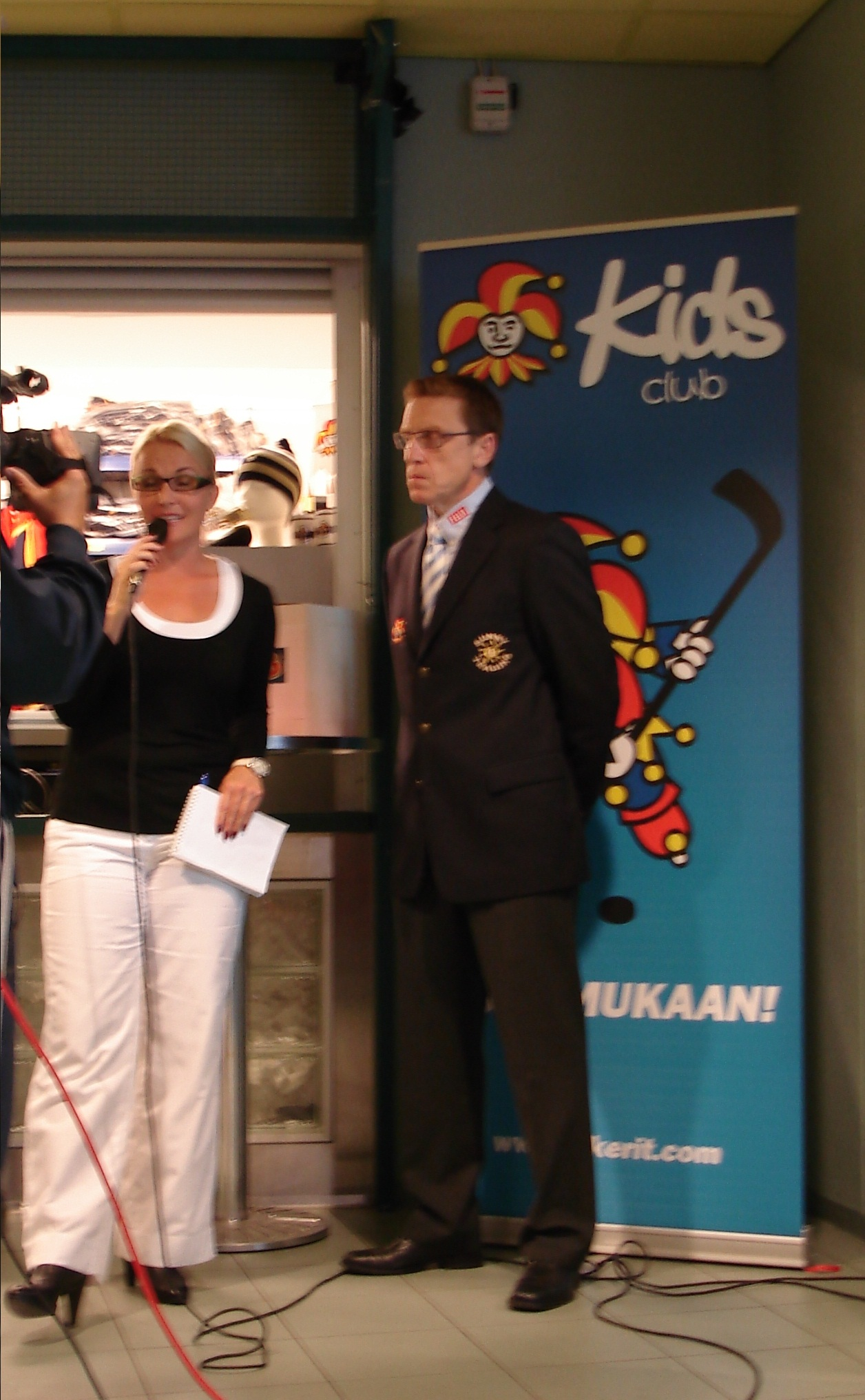
Glen Hanlon.

Glen A. Hanlon, född 20 februari 1957 i Brandon, Manitoba, är en kanadensisk ishockeytränare och före detta professionell ishockeymålvakt. Hanlon är förbundskapten för det slovakiska ishockeylandslaget.
Glen Hanlon spelade i NHL mellan 1977 och 1991 i Vancouver Canucks, St. Louis Blues, New York Rangers och Detroit Red Wings. Som tränare har han bland annat varit ansvarig för Washington Capitals, Jokerit och Dinamo Minsk. Han har dessutom varit förbundskapten för Vitrysslands ishockeylandslag.